# 2.ª División Blindada (Francia)
La 2.ª División blindada (en francés: 2e Division Blindée o «2e DB») fue una unidad militar francesa, muy conocida por su participación en la Segunda Guerra Mundial junto a otras fuerzas de la Francia Libre. La división estuvo comandada por el general Philippe Leclerc, por lo que en ocasiones la división también es denominada como «División Leclerc».
Después de su disolución tras el final de la contienda, la división volvió a existir nuevamente entre 1977 y 1999.

## Historial

### Orígenes y formación
La división fue creada el 24 de agosto de 1943, bajo el mando del general Philippe Leclerc y formada a partir de un batiburrilo de unidades que habían combatido en la Libia italiana entre 1940 y 1943, entre las cuales se encontraba la llamada 2.ª División ligera, que ya se había destacado durante la toma de Kufra en 1941. Después de que la división se reorganizara como una división acorazada, lo hizo siguiendo el modelo de división blindada estadounidense y fue equipada con equipo norteamericano. 
El personal de la división era de 14.454 efectivos, que incluían soldados de la antigua 2.ª División ligera, evadidos de la Francia metropolitana, unos 3.600 marroquíes y argelinos, y también unos 146 republicanos españoles. Buena parte de estos españoles pasaron a integrarse en la novena compañía del Regimiento de marcha del Chad, la Nueve, unidad que con el tiempo se haría muy conocida. La 2.ª DB embarcó en abril de 1944 y fue trasladada al Reino Unido en previsión de la futura invasión aliada de Europa. Después de producirse el desembarco de Normandía, el 29 de julio de 1944 la división se embarcó en Southampton con destino a Francia.

### Combates en Francia
La división desembarcó en la playa Utah el 1 de agosto de 1944, dos meses después de los desembarcos del Día D, y combatió integrada en el 3.er Ejército del general Patton. La 2.ª DB jugó un papel crucial durante la batalla de la bolsa de Falaise (12-21 de agosto), cuando sirvió como enlace entre los ejércitos estadounidenses y canadienses que amenazaban a las divisiones alemanas, realizando así mismo un rápido avance sobre las fuerzas de la Wehrmacht. Durante el curso de las operaciones la 9.ª División Panzer resultó prácticamente destruida y otras muchas unidades quedaron destruidas. Las pérdidas de la división francesa no fueron menores: 133 muertos, 648 heridos y 85 desaparecidos; las pérdidas materiales incluían 76 vehículos blindados, 7 piezas de artillería, 27 semi-orugas y otros 133 vehículos de distinto tipo. Por el contrario, la 2.ª DB infligió a los alemanes unas pérdidas de 4.500 muertos e hizo 8.800 prisioneros, mientras que las pérdidas materiales germanas se elevaban a 117 tanques, 79 cañones y 750 vehículos armados y/o de transporte.
Liberación de París

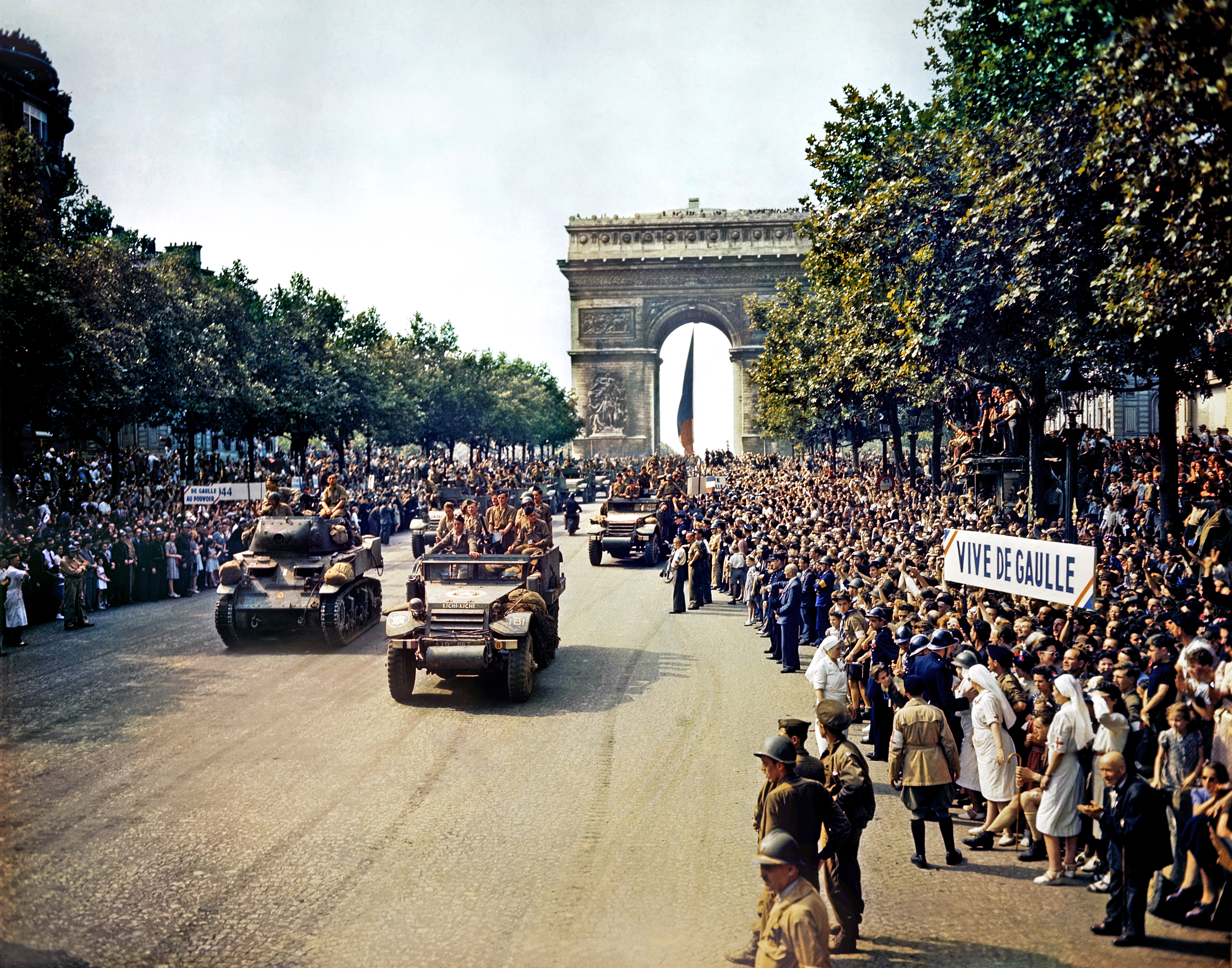
Tropas de la 2.ª División blindada marchando por los Champs Élysées, el 26 de agosto de 1944.

La acción más famosa en el historial de la unidad fue la Liberación de París. La estrategia aliada buscaba la destrucción de las fuerzas alemanas que se retiraban hacia el río Rin y consideraba que atacar París implicaría correr el riesgo de que sufriera destrucciones, pero cuando la Resistencia francesa liderada por Henri Rol-Tanguy comenzó la rebelión el 19 de agosto, Charles de Gaulle amenazó con enviar a la 2.ª DB hacia París para evitar que la sublevación fuera aplastada como ya había sucedido en Varsovia. 
En esas circunstancias, Eisenhower acabó cediendo y permitió que la División blindada francesa y la 4.ª División norteamericana liberaran París. En la mañana del 23 de agosto, la 2.ª DB de Leclerc abandonó sus posiciones al sur de Argentan para marchar hacia la capital francesa, un avance que se vio ralentizado por el mal estado de la carretera, las multitudes de civiles franceses que salían a recibirles y por los duros combates que tuvieron lugar en los alrededores de París. El 24 de agosto el general Leclerc envió una pequeña avanzadilla hacia el centro urbano parisino, con el mensaje para los resistentes franceses de que el grueso de la 2.ª División blindada llegaría a la capital para el día siguiente. Esta avanzadilla, mandada por el capitán Raymond Dronne, estaba compuesta principalmente por republicanos españoles de la Novena compañía de uno de los batallones del Régiment de marche du Tchad. Dronne y sus hombres lograron avanzar hasta el Ayuntamiento de París, en pleno centro de ciudad, posición que alcanzaron hacia las 21:30 del 24 de agosto. 
Al día siguiente, la 2.ª DB y la 4.ª División norteamericana entraron en París y liberaron la ciudad. Después de mantener fuertes combates que costaron a la 2.ª División blindada 35 tanques, 6 cañones autopropulsados, y 111 vehículos, el gobernador militar alemán de París, von Choltitz, se rindió a las fuerzas de la división en el Hôtel Meurice. Al día siguiente, 26 de agosto, tuvo lugar un gran desfile de la victoria en los Campos Elíseos, en el que participaron el general De Gaulle y varias unidades de la 2.ª DB fueron aclamados por una jubilosa multitud.
Operaciones en Lorena y Alsacia

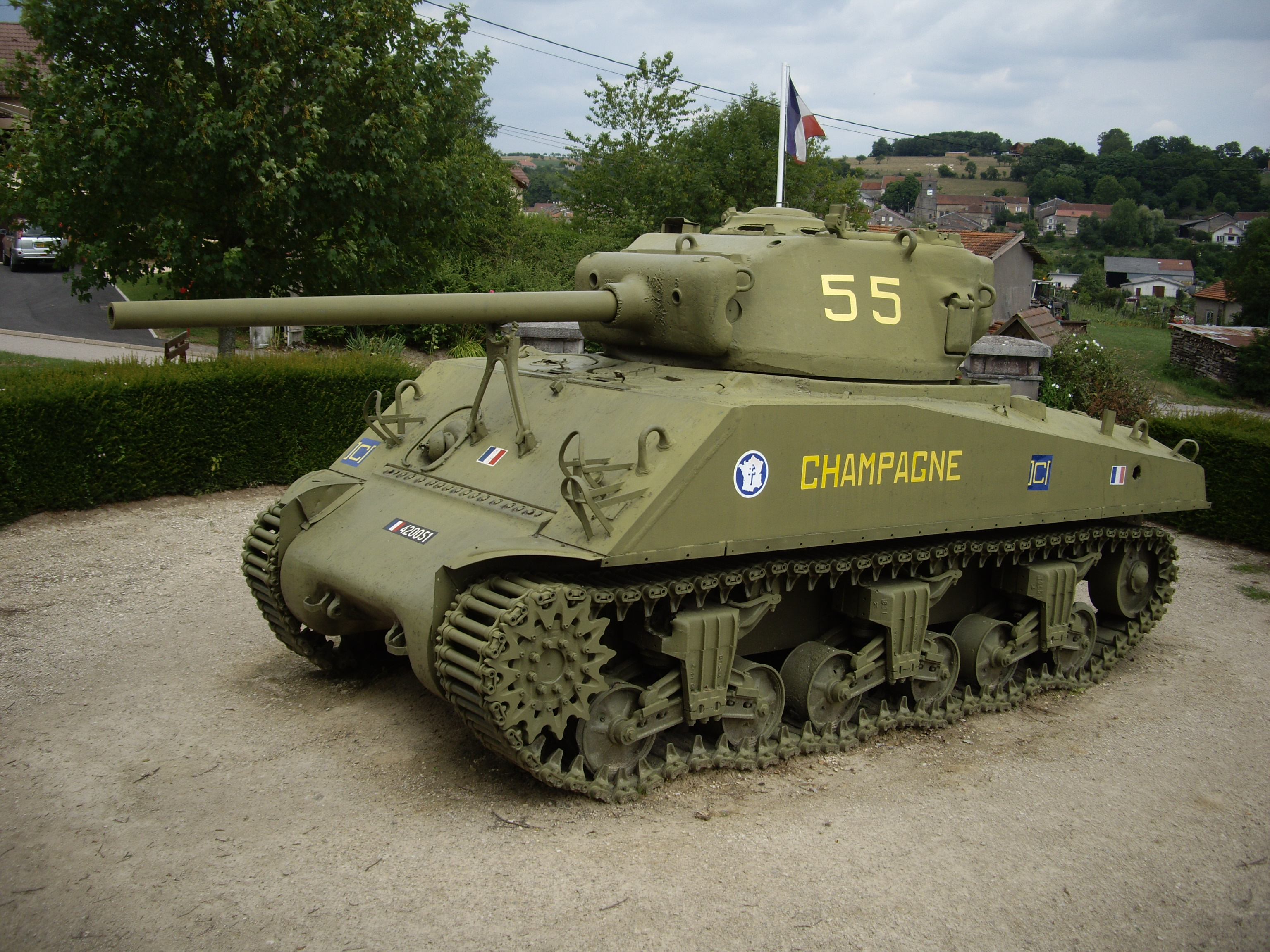
M4 Sherman de la 2.ª División blindada, actualmente conservado cerca de Dompaire.

La 2.ª DB más tarde tomó parte en varias batallas de tanques en Lorena, destruyendo a la 112.ª Brigada Panzer en la ciudad de Dompaire el 13 de septiembre de 1944. A continuación, se trasladó hacia el este junto a otras fuerzas norteamericanas para participar en el asalto de la cordillera de los Vosgos. Ejerciendo como fuerza de choque del XV Cuerpo norteamericano, la 2.ª División blindada cruzó el paso de Saverne y tras desestabilizar las defensas alemanas en la zona, logró liberar la ciudad de Estrasburgo el 23 de noviembre de 1944. Los combates en Alsacia continuaron hasta finales de enero de 1945, momento en que la división fue re-desplegada para reducir la Bolsa de Royan, en la costa occidental francesa, durante los meses de marzo y abril de 1945.

### Campaña de Alemania
Después de forzar la rendición de las tropas alemanas cercadas en la Bolsa de Royan, el 18 de abril de 1945, la 2.ª División se trasladó nuevamente al este y unió al 6.º Grupo de Ejércitos aliados para participar en las últimas operaciones militares en Alemania. Operando junto a la 12.ª División blindada norteamericana, varias unidades de la 2.ª DB francesa persiguieron a los restos del germano Grupo de Ejércitos G a lo largo de Suabia y Baviera, ocupando la ciudad de Bad Reichenhall el 4 de mayo de 1945. 
La última gran acción de la 2.ª DB fue la toma del refugio de montaña de Hitler en Berchtesgaden, en el sur de Alemania.

### Guerra fría
Tras el final de la contienda, el 13 de mayo de 1945 el SHAEF devolvió el control operacional de la 2.ª División blindada a Francia. Unos días después, la división se trasladó hacia su nuevo acuartelamiento en la región de París, donde llegó el 28 de mayo. Tras un año, el 31 de marzo de 1946 la división fue desactivada. Durante los siguientes años la 2.ª Brigada blindada fue la unidad que mantuvo las tradiciones de la 2.ª DB.
El Ejército francés fue ampliamente reformado en 1977, cuando tres antiguas brigadas fueron ampliadas al tamaño de una pequeña división, compuesta a su vez de cuatro o cinco regimientos móviles. La 2.ª División blindada se volvió a crear nuevamente y durante los siguientes años mantuvo su cuartel general en Versalles, dependiente del III Cuerpo de Ejército francés. Sin embargo, tras el final de la Guerra fría y las reformas militares que siguieron, en 1999 la 2.ª DB fue desactivada otra vez.